# Anemometro

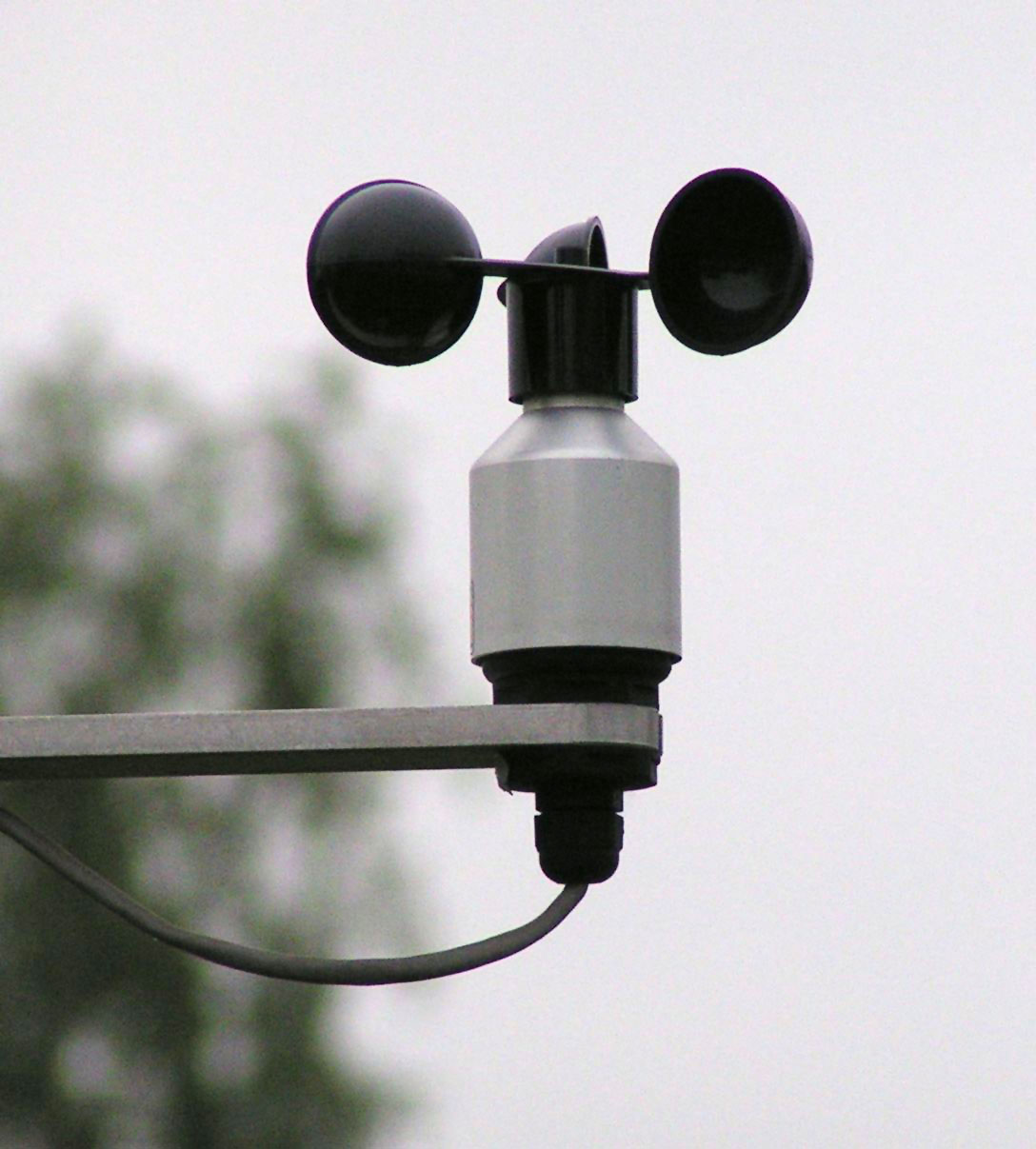
Un anemometro a coppette

L'anemometro è uno strumento di misura utilizzato in meteorologia per la misurazione della velocità o pressione del vento.

## Storia
Il primo anemometro fu inventato da Leon Battista Alberti nel 1450; era costituito da una tavoletta mobile, la cui inclinazione forniva una misura dell'intensità del vento. Intorno al 1500, Leonardo da Vinci costruì un anemoscopio per rilevare la direzione del vento e progettò un anemometro a lamina meccanica per misurarne la velocità. Nel 1667 Robert Hooke costruì una propria versione di anemometro. Nel 1846 John Thomas Romney Robinson costruì un anemometro formato da coppette e frecce meccaniche. Nel 1926 John Patterson costruì l'anemometro a tre coppette attualmente in uso.

## Descrizione
Esistono diversi tipi di anemometri, i più semplici sono quelli nei quali la velocità del vento viene determinata misurando l'inclinazione che conferisce a un filo a piombo, e quelli a palette, nei quali la velocità del vento è calcolata in base al numero di giri compiuti in un tempo determinato da una ruota imperniata munita di palette e coppette. Esistono poi altri tipi di anemometro formati dalle cosiddette coppette (delle semisfere) e una "freccia", detta comunemente banderuola, per far vedere la direzione del vento.

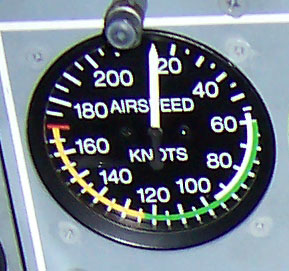
Un anemometro aeronautico.

In aeronautica, l'anemometro è uno dei tre strumenti a capsula (anemometro, altimetro e variometro).
L'anemometro rileva la velocità della massa d'aria. Lo strumento presenta tre archi di vari colori: l'arco bianco (utilizzo massimo per flaps e carrello), arco verde (velocità di crociera operativa dell'aeromobile), arco giallo (velocità dell'aeromobile in aria calma).
All'estremità dell'arco giallo è indicata una linea rossa (Vne) che indica la velocità massima strutturale dell'aeromobile.

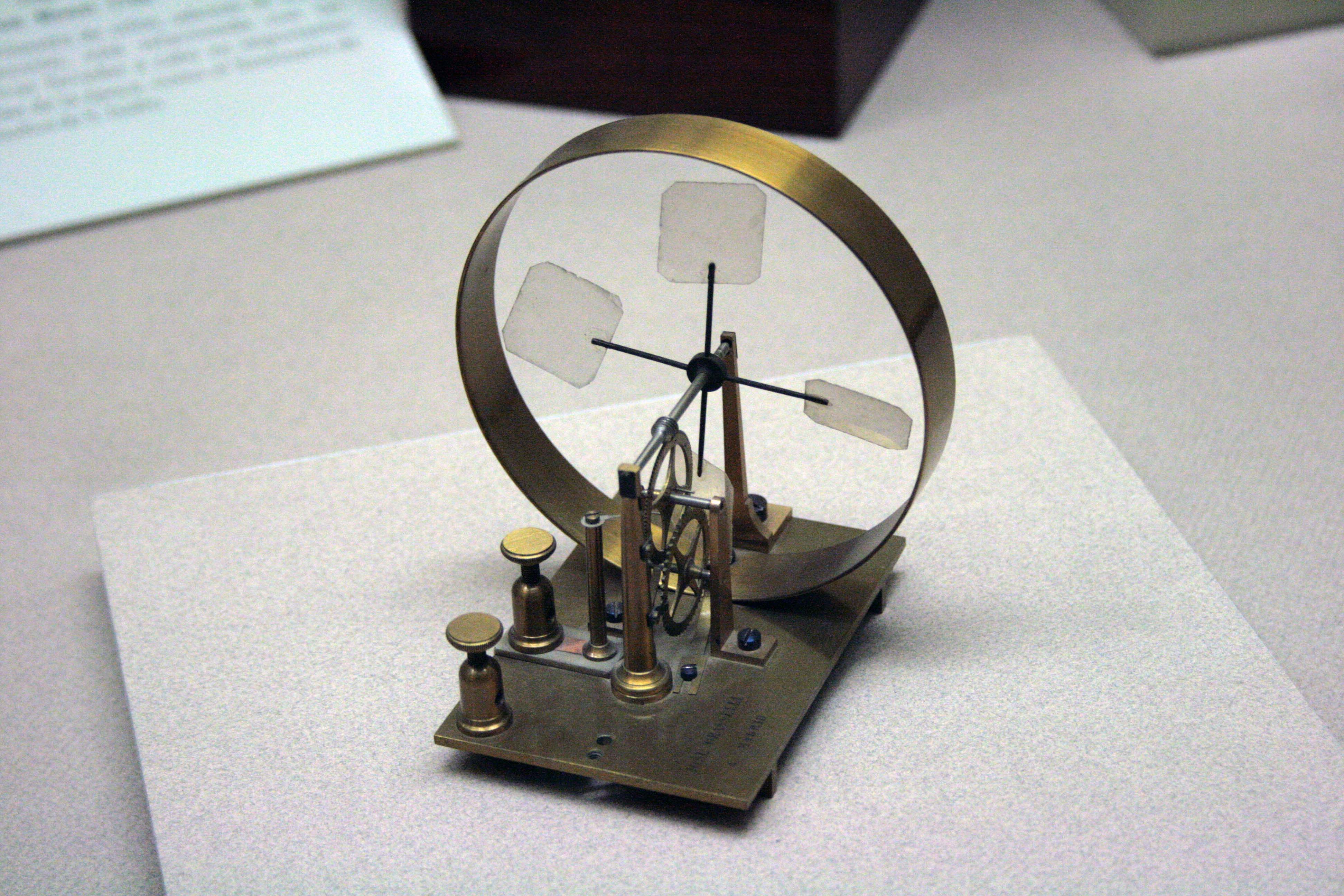
Anemometro del 1870

La velocità indicata dall'anemometro (IAS o Indicated Air Speed) è in genere diversa da quella vera (TAS o True Air Speed), perché dipende dalla pressione e quindi anche dalla temperatura. Tuttavia le velocità caratteristiche dell'aereo (velocità massima, velocità di stallo,...) sono sempre riferite alla velocità indicata. L'anemometro non può misurare la velocità al suolo (GS o Ground Speed), che dipende dalla velocità e dalla direzione del vento, e può essere ricavata con un regolo aeronautico o con un ricevitore GPS. Gli anemometri possono essere suddivisi in due tipi:
- anemometri che misurano la velocità del vento
- anemometri che misurano la pressione del vento.

L'anemografo è un anemometro collegato a un registratore meccanico (solitamente dotato di un rullo di carta) o elettronico.